# Fumana heywoodii
Fumana heywoodii är en solvändeväxtart som beskrevs av S. Rivas-martínez, A. Asensi, J. Molero Mesa och F. Valle. Fumana heywoodii ingår i släktet barrsolvändor, och familjen solvändeväxter. Inga underarter finns listade i Catalogue of Life.